# Equal
Les programmes d’Initiatives Communautaire « Equal » sont une catégorie de projets cofinancés par le Fonds social européen. Equal fait partie de la stratégie de l’Union européenne de l’Emploi. Il constitue un laboratoire pour développer de nouveaux moyens de lutter contre la discrimination et les inégalités sur le marché du travail. 

## Principes et architectures
- La responsabilisation : partager les responsabilités du projet entre acteur pour « casser » le modèle de management pyramidale et favoriser les partenariats.
- La coopération transnationale : chaque projet Equal est partenaire d’un ou plusieurs autres projets Equal dans d’autres pays de l’Union.
- L’intégration dans les politiques : Les acteurs des projets Equal doivent être des promoteurs de leurs résultats pour les promouvoir auprès des politiques.
- L’innovation : les contenus développés au sein des projets Equal doivent présenter une innovation par rapport à l’état de l’art local
- Une approche thématique : les projets Equal peuvent aborder de nombreux thèmes différents.

## Phasage de la deuxième vague de projets
- Phase 1 → conception et préparation du projet → 2004/05
- Phase 2 → Expérimentation et coopération transnationale → 2005/07
- Phase 3 → Diffusion et valorisation des résultats → 2008

## Exemples de projets Equal
- Equal Marguerite
- Equal Terr em vie
- Monnaie complémentaire Sol